# Поцхверия, Джемал
Джемал Поцхверия  (груз. ჯემალ ფოცხვერია; род. 3 августа 1939, Тбилиси, Грузинская ССР) — писатель, член Союза писателей Грузии (с 2012).

## Биография
В 1958 году с отличием окончил среднюю школу, а в 1963 году — металлургический факультет Грузинского политехнического института. Работал в Институте физики АН Грузинской ССР.
С 1967 по 1994 годы работал в системе КГБ Грузинской ССР и 1981 году был переведен на работу в центральный аппарат КГБ СССР, где занимал должности от заместителя начальника отделения до начальника Управления. Учился на выших курсах старшего офицерского состава, получив гражданскую специальность юриста по международному праву.
С 1991 по 1995 годы работал заместителем начальника управления и помощником Первого заместителя министра МБ РФ — ФСБ. С 1995 по 1999 годы занимал должность начальника Управления — советника Министра безопасности Российской Федерации.
С 1995 по 1999 год работал вице-президентом корпорации «Макродин», а с 1999 по 2004 годы — старшим советником президента ОАО «Норильский никель». С 1997 по 1998 годы работал также советником президента ОАО ABN в России.
С 2003 по 2011 годы являлся вице—президентом корпорации «Президент Сервис», а также был советником губернатора Тверской области РФ.
Участник боевых действий. Направлялся для работы за границей СССР: ФРГ, ГДР, Турция, Чехословакия, Румыния, Египет, Афганистан, Монголия и другие страны. Награждён орденами и медалями, в том числе и зарубежных стран.

## Литературное творчество
В 2008 году опубликовал книгу мемуарного жанра «Шави сатвале экета», в русском — «Человек в чёрных очках».
В 2010 году издал книгу в жанре политолгической публицистики «Родемдис?!» («Доколе?!»).
В 2012 году издал книгу автобиографическую документальную книгу «Чеми цховребис агмарти» («Подъём моей жизни»). В том же году вышел сборник стихов (совместно с сыном, Гией Поцхверией).